# 크수토스
크수토스(Xuthus)는 그리스 신화에 나오는 헬렌의 아들이다. 그리스 민족의 시조인 헬렌과 산의 님프 오르세이스 사이에서 태어난 아들이다. 아이올로스와 도로스의 형제이다. 테살리아 지방의 이올코스를 다스리다가 두 형제에게 쫓겨난 뒤, 아테네로 가서 에우보이아의 칼코돈과 전쟁을 벌이던 에레크테우스 왕을 도와주었다. 이 공으로 에레크테우스의 딸 크레우사와 결혼하여 이온, 아카이오스, 디오메데 등의 자식을 낳았다. 에레크테우스가 죽은 뒤 왕자들은 크수토스에게 후계자를 뽑아달라고 하였다. 크수토스가 장남인 케크롭스를 후계자로 지명하자, 크수토스의 영향력이 커지는 데 위협을 느낀 다른 왕자들이 그를 나라 밖으로 쫓아냈다. 크수토스는 아들 아카이오스를 비롯한 가족을 이끌고 펠로폰네소스반도 북쪽 연안의 아이기알로스로 가서 그곳에서 죽었다. 아이기알로스는 나중에 아카이오스의 이름을 따서 아카이아라고 고쳐 불렸으며, 이온과 아카이오스는 각각 이오니아인과 아카이아인의 시조가 되었다.